# Carl-Åke Ljung
Carl-Åke Ljung, né le 16 août 1934 à Västervik et mort le 13 février 2023 dans la même ville, est un kayakiste suédois.

## Palmarès

### Championnats du monde
- Mâcon 1954 :
  -  Médaille d'or en K-1 4x500 m avec Lars Glassér, Gert Fredriksson et Bert Nilsson.